# Philippe Quinault
Philippe Quinault (París, 3 de junio de 1635 - 26 de noviembre de 1688) fue un poeta francés, dedicado tanto al teatro hablado como cantado y especialmente conocido como libretista y asistente de Jean-Baptiste Lully. Junto al compositor, contribuyó a la causa de la ópera francesa en su rivalidad con el estilo italiano.
Creó con Lully el estilo de tragedia llamada tragédie lyrique, y en 1673 escribe el libreto de la primera ópera en el estilo, Cadmus et Hermione. Posteriormente Christoph Willibald Gluck se basaría en este estilo para componer sus obras.
Los libretos de Quinault están emparentados con las tragedias clásicas de Pierre Corneille y Jean Racine, y tuvieron éxito porque los franceses, en contra del gusto italiano, preferían libretos ordenados y con contenido riguroso.
En la Ópera Garnier de París, uno de los vanos de la fachada del edificio está adornado con un busto dorado, retrato de Philippe Quinault. La escultura es obra de Louis-Félix Chabaud y fue realizada en la década de 1860.
Según Pavillon, la poetisa Louise-Anastasia Serment era la amante de Quinault. Ella colaboraba en sus libretos pero él se llevaba el mérito, a pesar de que ella también era muy reconocida en su época, incluso fue admitida en la Academia Ricovrati de Padua.